# Hầu Sâm
Hầu Sâm (tiếng Trung: 侯森; bính âm: Hóu Sēn; sinh ngày 30 tháng 6 năm 1989) là một cầu thủ người Trung Quốc hiện thi đấu cho Bắc Kinh Quốc An tại giải Chinese Super League.

## Sự nghiệp cầu thủ
Hầu Sâm bắt đầu sự nghiệp bóng đá của mình vào năm 2009, khi anh được thăng lên đội 1 của đội Bắc Kinh Quốc An và chơi ở vị trí thủ môn sau khi Dương Trí bị chấn thương tại Cup Quảng Đông-Hồng Kông năm 2012. Ngày 6 tháng 3 năm 2012, anh đã có lần ra mắt chính thức ở vòng bảng AFC Champions League sau trận thua 1-2 trước ulsan huyndai.